# 首無の如き祟るもの
『首無の如き祟るもの』（くびなしのごときたたるもの）は、三津田信三による日本の推理小説・ホラー小説。刀城言耶シリーズの第3長編。
単行本は、2007年5月7日に原書房〈ミステリー・リーグ〉より書き下ろしで刊行された。文庫版は、2010年5月14日に講談社文庫より刊行された。装丁は、単行本がスタジオ・ギブ（川島進）、文庫版が坂野公一（welle design）による。装画は単行本・文庫版ともに村田修が手がけている。
2008年、第61回日本推理作家協会賞（長編および連作短編集部門）の候補作となる。2008年度第8回本格ミステリ大賞（小説部門）の候補作となる。「本格ミステリ・ベスト10」2008年版（国内部門）2位、『ミステリが読みたい! 2008年版』（国内編）3位、『このミステリーがすごい!』（2008年、国内編）5位、「週刊文春ミステリーベスト10」（2007年、国内部門）5位など、各種ミステリ・ランキングで上位にランクインしている。
小説家の柄刀一は「推理小説とホラー小説の要素の豊かな重なり合いが、三津田本格ミステリの魅力であり目玉の1つである二重三重の謎解きスタイルにさらなる深みを与えている」「この作品のトリックは1つの原理であり公式である」と評価している。小説家の柴田よしきは「幅広く支持される完成度を持つ作品」「おどろおどろしい設定と大時代的背景を持ちつつ、凝りに凝った複雑な構造を持たせている」「堂々たる本格推理の傑作」と評価している。

## あらすじ
十三夜参り事件
昭和18年の仲秋に執り行われた十三夜参りで、斧高は長寿郎の跡をつけていき、妃女子と妃女子と思われる何かを目撃する。長寿郎は、妃女子が来るのを婚舎で待っていたが、来ないので媛神堂まで戻り、斧高に会う。そこで、長寿郎と斧高が妃女子を探していると、妃女子のものと思われる2本の脚が井戸の中の井戸水から出ているのを発見する。一守家の人々は警察に届けることなく、妃女子と思われる人物の火葬を早々と済ませてしまう。
媛首山連続殺人事件
昭和28年の仲秋、二十三夜参りが無事に終了し、婚舎の集いが始まるが、中婚舎の奥の間で毬子と思われる女性の首無し全裸屍体が発見される。しばらくの後、参道の途中の馬頭観音の祠の中で、長寿郎と思われる男性の首無し全裸屍体が発見される。一守家の次の跡取りを決める指名の儀が行われ、次の跡取りが斧高とされる。その後、媛神堂で紘弐と思われる男性の全裸屍体が発見される。さらに、祭壇の上に長寿郎の首が載せられているのが見つかる。紘弐の首は森の中で発見される。事件の捜査が難航する中、蘭子は〈首の無い屍体の分類〉を試みる。

## 登場人物

### 秘守（ひがみ）家の人々

#### 一守（いちがみ）家
富堂（ふどう）
秘守一族の長。
兵堂（ひょうどう）
一守家の当主。富堂の三男。
富貴（ふき）
兵堂の妻。19歳で嫁いでくる。
長寿郎（ちょうじゅろう）
富貴の長男。双子の兄。
妃女子（ひめこ）
富貴の長女。双子の妹。
蔵田（くらた）カネ
双子の乳母。カネ婆と呼ばれる。
僉鳥郁子（みなとり いくこ）
双子のために雇われた家庭教師。
斧高（よきたか）
一守家の使用人。十三夜参り事件が起こる1年ほど前、一守家に5歳で八王子の幾多家からもらわれてきた。
鈴江（すずえ）
一守家の使用人。6歳の頃から一守家で働いている。十三夜参り事件のとき、19歳。八王子を拠点とする天昇雑技団の元団員。

#### 二守（ふたがみ）家
一枝（かずえ）
二守の婆様と呼ばれる。富堂の姉。
紘達（こうたつ）
二守家の当主。一枝の長男。
笛子（ふえこ）
紘達の妻。
紘弌（こういち）
笛子の長男。十三夜参り事件のとき、20歳。戦死する。
紘弐（こうじ）
笛子の次男。紘弌より2歳年下。
竹子（たけこ）
笛子の長女。紘弐の妹。長寿郎の見合い相手。

#### 三守（みかみ）家
二枝（ふたえ）
富堂の1番目の妹。
克棋（かつき）
三守家の当主。二枝の長男。戦死する。
綾子（あやこ）
克棋の妻。
華子（はなこ）
次女。長寿郎の見合い相手。

### 秘守家の遠縁の人々

#### 古里（こり）家
三枝（みつえ）
富堂の2番目の妹。
毬子（まりこ）
三枝の孫娘。長寿郎の見合い相手。小説家。著作に、同性愛を描いた「閨房の翳り」など。

### 駐在所の人々
高屋敷 元（たかやしき はじめ）
一守駐在所の巡査。十三夜参り事件のとき、31歳。
高屋敷 妙子（たかやしき たえこ）
元の妻。媛之森妙元（ひめのもり みょうげん）の筆名で小説家として活動。著作に『媛首山の惨劇』など。「お首が怖くて行かれない」が探偵小説の専門誌『宝石』に掲載されてデビュー。
二見（ふたみ）
二守駐在所の巡査部長。
佐伯（さえき）
三守駐在所の巡査。

### その他
江川 蘭子（えがわ らんこ）
推理作家。多くの本格推理小説を発表している。著書に『昔日幻想逍遥』など。『宝石』の公募でデビュー。
糸波 小陸（いとなみ こりく）
同人誌系の耽美作家。
大江田 真八（おおえだ しんや）
警視庁終下市警察署の警部補。
岩槻（いわつき）
警視庁終下市警察署の刑事。
伊勢橋（いせはし）
医師。
閇美山 犹稔（へみやま なおなり）
民間の民俗学者。『童唄が秘める隠された伝承』（知層舎）の著者。
阿武隈川 烏（あぶくまがわ からす）
民間の民俗学者。徳朗を言耶に紹介した。
刀城 牙升（とうじょう がじょう）
探偵。冬城牙城（とうじょう がじょう）の名義で探偵活動を行う。
刀城 言耶（とうじょう げんや）
作家。

## 用語
媛首村（ひめかみむら）
奥多摩の奥深くに開けた、古くは媛神郷と呼ばれた地域。媛首（ひめくび）山がある。
媛神堂
媛首山の中心に祀られている。堂内には媛首（ひめくび）塚という石碑と御淡（おえん）供養碑という石塔がある。この2祀神が淡首様の正体とされる。
栄螺（さざえ）塔
媛神堂に隣接している建物。魔除けの装置。
婚舎（こんしゃ）
媛神堂に隣接している建物。前婚舎、中婚舎、奥婚舎がある。
三々夜参り（さんさんよまいり）
秘守家特有の儀式。子供の出生時と、3歳、13歳、23歳、33歳になる年の仲秋に、媛神堂に参拝して健やかな生育を祈願する。
婚舎の集い
二十三夜参りの3日後に行われる。一守家の跡取りの花嫁を決める、一種の見合いの場。
淡媛（あおひめ）
豊臣兵に斬首された姫。
お淡（えん）
秘守家当主に斬首された妻。
首無（くびなし）
正体不明の化け物。媛首村で最も厭われる存在。淡首様と同一視する者もいる。
淡首（あおくび）様
媛首村で最も畏怖される存在。秘守家、とりわけ秘守家の長となる男子を守りながらも、祟りつづけてもいる。
山魔（やまんま）
媛首村に伝わる忌むべき存在の1つ。山に棲む化け物。
滑万尾（かつまお）
鉄道の終着駅。
喉仏口（のどぼとけぐち）
木炭バスの終点。
媛守（ひめがみ）神社
媛首山の中心から見て北東に位置する神社。
警視庁終下市（ついかいち）警察署
北守駐在所、東守駐在所、南守駐在所などが属している。
『迷宮草子（めいきゅうぞうし）』
関西で発行されている月刊の怪奇幻想系の同人誌。媛之森妙元『媛首山の惨劇』が掲載される。
『グロテスク』
怪奇幻想系の季刊の同人誌。発行人は江川蘭子。編集人は古里毬子。

## 備考
- 元は、終下市警察署から北守駐在所への汽車の中で、言耶と烏と向かい合う席につき、言葉を交わしている。
- 毬子と長寿郎の二重殺人から5日目の夜から数日間にわたって、終下市の盛り場で猟奇連続殺人事件が起きており、火鶻（ひこつ）邸殺人事件を解決したばかりの冬城牙城が捜査に協力している。